# Bagrowate
Bagrowate, kosatkowate (Bagridae) – rodzina ryb sumokształtnych (Siluriformes). Większe gatunki są poławiane gospodarczo i w wędkarstwie dla cenionego mięsa. Mniejsze są hodowane w akwariach. Przykładowymi przedstawicielami rodziny są bagr ubangijski (Bagrus ubangensis), bagr kobaltowy (Mystus vittatus) i kosatka pstra (Pelteobagrus fulvidraco) nazywana również kosatką skrzypiącą.

## Zasięg występowania
Znaczne obszary Afryki, Azja Mniejsza, Rosja, Korea, Chiny, Japonia i Borneo. Występują głównie w stojących i wolno płynących wodach słodkich, rzadziej w słonych i słonawych.

## Cechy charakterystyczne
Ciało gładkie, bez łusek, przeważnie o długości do 40 cm. Dymorfizm płciowy wyraźnie uwidoczniony: samce są większe od samic, nasada ogona oraz płetwy samców są dłuższe. Mocny kolec w płetwie grzbietowej i w płetwach piersiowych wyposażony w mechanizm blokujący działający jak zatrzask, który uniemożliwia zgięcie kolca, jeśli ten znajdzie się w pozycji wyprostowanej; kolce piersiowe są ząbkowane, nie występują gruczoły jadowe. Największa wśród sumokształtnych płetwa tłuszczowa, o zróżnicowanej długości. Do 4 par dobrze rozwiniętych wąsików, w tym co najmniej jedna para jest wydłużona. Śluz wielu gatunków zawiera substancje trujące. Samce opiekują się ikrą i larwami. Największe osobniki dorastają do 1,5 m długości .
Bagrowate posiadają zdolność do aktywnej zmiany ubarwienia (mimikra). Żerują przy dnie, żywią się bezkręgowcami i rybami, a niektóre detrytusem.

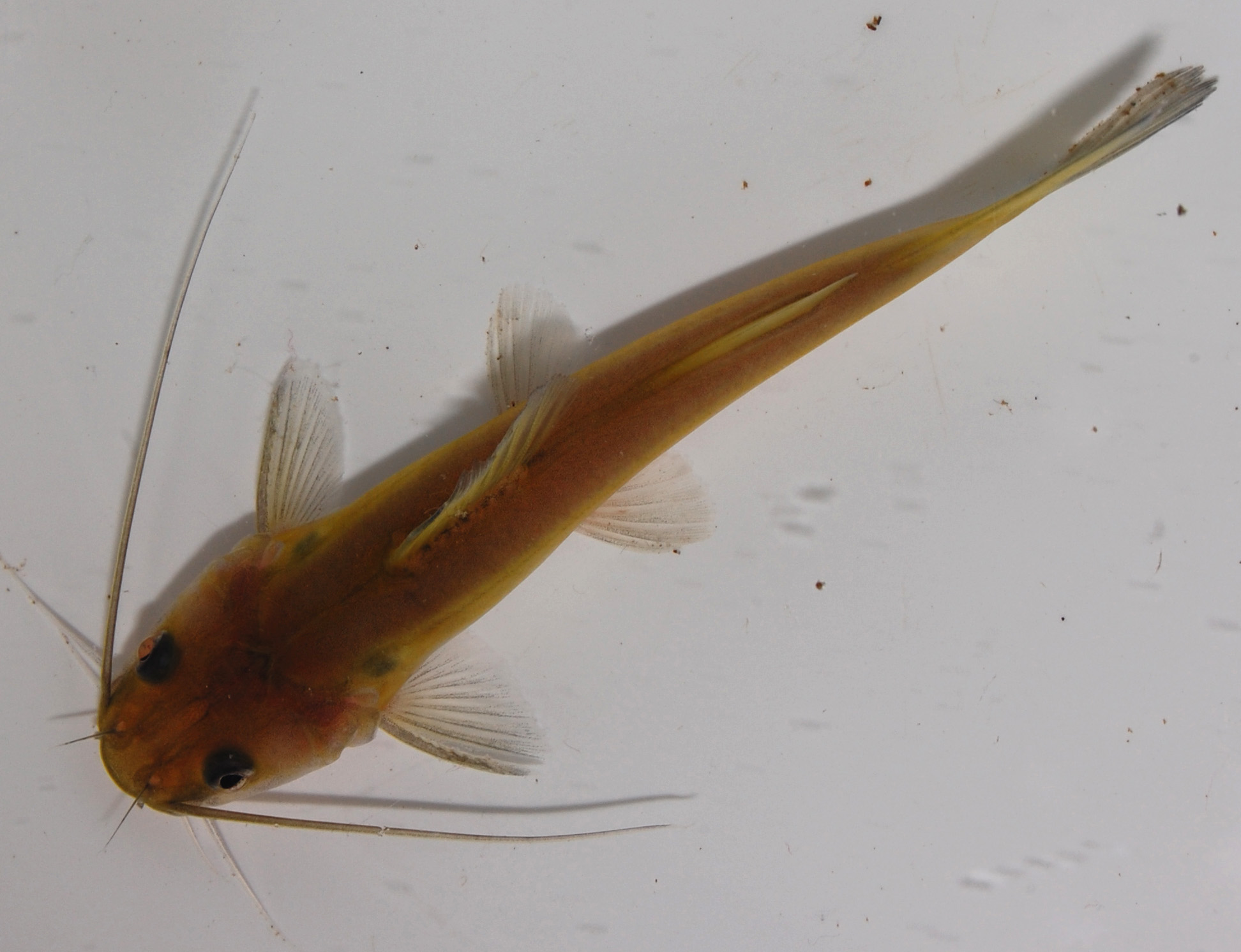
Hemibagrus planiceps

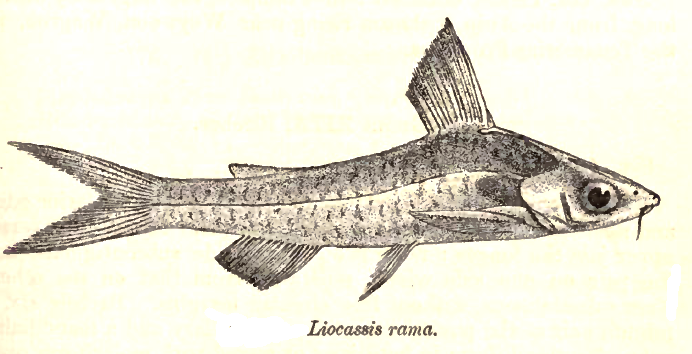
Chandramara chandramara

## Klasyfikacja
Do rodziny Bagridae zaliczano początkowo 34 rodzaje. W 2007 Carl Ferraris dokonał rewizji taksonomicznej rzędu sumokształtnych . Z grupy afrykańskich bagrowatych wyodrębniono rodziny Austroglanididae i Claroteidae, a z azjatyckich – Olyridae (ta ostatnia nie została powszechnie zaakceptowana; rodzaj Olyra jest nadal zaliczany do bagrowatych ).
Rodzaje zaliczane do bagrowatych :
Bagrichthys — Bagroides — Bagrus — Batasio — Chandramara — Coreobagrus — Hemileiocassis  — Hyalobagrus — Hemibagrus — Leiocassis — Mystus — Olyra — Pelteobagrus — Pseudobagrus — Pseudomystus — Rama — Sperata — Sundolyra — Tachysurus
Zaliczane tu wcześniej  rodzaje Rita i Nanobagrus wyodrębniono do Ritidae, a Horabagrus, Neotropius, Platytropius i Pseudeutropius do Horabagridae .
Rodzaje wymarłe 
- †Eomacrones
- †Gobibagrus
- †Nigerium
- †Nkondobagrus